# Braunkinnsittich
Der Braunkinnsittich oder Goldflügelsittich (Brotogeris chrysoptera; Syn.: Brotogeris chrysopterus) ist eine Art der Neuweltpapageien. Er kommt ausschließlich in Südamerika vor. Anders als bei einigen der Schmalschnabelsittichen spielt der kleine Braunkinnsittich keine große Rolle in der Ziervogelhaltung. Er wurde zwar erstmals 1878 nach Europa importiert, weitere Importe waren jedoch sehr selten.

## Erscheinungsbild
Der Braunkinnsittich erreicht eine Körperlänge von 16 Zentimetern und ist damit noch kleiner als der Tovisittich. Wie für alle Schmalschnabelsittiche charakteristisch ist das Gefieder überwiegend grün. Auf der Stirn findet ein schmaler dunkelbrauner Streifen. Scheitel, Hinterkopf und Nacken sind bläulich überhaucht. Ähnlich wie der Tovisittich und der Kobaltflügelsittich haben Braunkinnsittiche an der Kehle einen kleinen orangefarbenen Fleck. Während Flügelbug und die Flügeldecken grün sind, sind die Handdecken orangefarben, was zu dem deutschen Namen Goldflügelsittich geführt hat.
Der Schnabel ist hornfarben. Der Augenring ist unbefiedert und weißlich. Die Iris ist dunkelbraun und die Füße sind fleischfarben.

## Verbreitungsgebiet und Verhalten
Das Verbreitungsgebiet des Braunkinnsittichs erstreckt sich über den Norden Brasiliens bis in den Osten von Venezuela. Es ist eine sehr anpassungsfähige Art, die Nebelwälder, Regenwald, Savannen und bewaldete Sumpfgebiete besiedelt. Das Nahrungsspektrum umfasst Sämereien und Früchte und wohl auch Insekten und deren Larven. Die Brutzeit fällt in den Zeitraum November bis April. Es sind Höhlenbrüter, die ihre Nester in Baumhöhlen und in Baumtermitenbauten errichten. Sie nehmen wohl auch verlassene Spechthöhlen an. Das Gelege umfasst drei bis vier runde Eier.

## Belege

### Weblink
- Brotogeris chrysoptera in der Roten Liste gefährdeter Arten der IUCN 2023.1. Eingestellt von: BirdLife International, 2016. Abgerufen am 25. April 2024.
- Braunkinnsittich (Brotogeris chrysoptera) bei Avibase
- Braunkinnsittich (Brotogeris chrysoptera) auf eBird.org
- xeno-canto: Tonaufnahmen – Braunkinnsittich (Brotogeris chrysoptera)
- Golden Winged Parakeet (Brotogeris chrysoptera) in der Encyclopedia of Life.  (englisch).